# USS Texas (BB-35)
«Техас» (англ. USS Texas (BB-35) — військовий корабель, лінійний корабель типу «Нью-Йорк» військово-морських сил США. Другий військовий корабель, який отримав назву на честь 28-го штату Сполучених Штатів. Став другим у серії лінійних кораблів типу «Нью-Йорк»; кораблем-двійником був лінкор «Нью-Йорк». Сучасний корабель-музей.
«Техас» був закладений 17 грудня 1910 року на верфі компанії New York Shipbuilding Corporation у Ньюпорт-Ньюс, штат Вірджинія. 17 квітня 1911 року він був спущений на воду, а 12 березня 1914 року увійшов до складу ВМС США.
«Техас» діяв у мексиканських водах після «Інциденту в Тампіко», але не брав участі в жодних діях, і під час Першої світової війни здійснив численні виходи в Північне море, не вступаючи в бій з ворогом, хоча вперше стріляв з гармат середнього калібру по ймовірних підводних човнах противника (немає жодних доказів того, що це були щось інше, ніж хвилі). Під час Другої світової війни «Техас» супроводжував військові конвої через Атлантику, а пізніше вів бої проти нейтральних французів у ході кампанії в Північній Африці та підтримував висадку союзного десанту в Нормандській операції, перш ніж наприкінці 1944 року був переведений на Тихоокеанський театр дій, щоб надати вогневу підтримку під час битв за Іводзіму та Окінаву. «Техас» був списаний у 1948 році, отримавши загалом п'ять бойових зірок за службу у Другій світовій війні.
«Техас» був технологічним випробувальним майданчиком: перший американський лінкор, на якому встановлені зенітні гармати, перший американський військовий корабель, який керував стрільбою за допомогою директорів і далекомірів, перший американський лінкор, з якого запустили літак, і один з перших військових кораблів ВМС США, на якому був встановлений серійний радар.
«Техас» був першим американським лінкором, який став постійним кораблем-музеєм (хоча «Орегон» став музеєм у 1925 році — за 23 роки до «Техасу», — мав стати постійним до того, як через Другу світову війну він був відправлений на злам), перший лінійний корабель, оголошений національною історичною пам'яткою США, і єдиний дредноут часів Першої світової війни, що залишився у світі. Він також є одним із восьми кораблів, що залишилися, і єдиним капітальним кораблем, що залишився, який брав участь в обох світових війнах.

## Історія створення
24 червня 1910 року Конгрес США затвердив замовлення на будівництво «Техасу», другого корабля ВМС США, названого на честь цього штату. Заявки на «Техас» приймалися з 27 вересня по 1 грудня, причому виграшну пропозицію в розмірі 5 830 000 доларів США, без урахування броні та озброєння, подала компанія Newport News Shipbuilding. Контракт було підписано 17 грудня, а плани були доставлені на будівельний майданчик через сім днів. 17 квітня 1911 року в Ньюпорт-Ньюс був закладений кіль лінкора. 18 травня 1912 року за підтримки міс Клаудії Лайон, доньки полковника Сесіла Ліона, члена Національного комітету Республіканської партії з Техасу, корабель був спущений на воду. 12 березня 1914 року «Техас» був введений в експлуатацію під командуванням капітана Альберта В. Гранта.

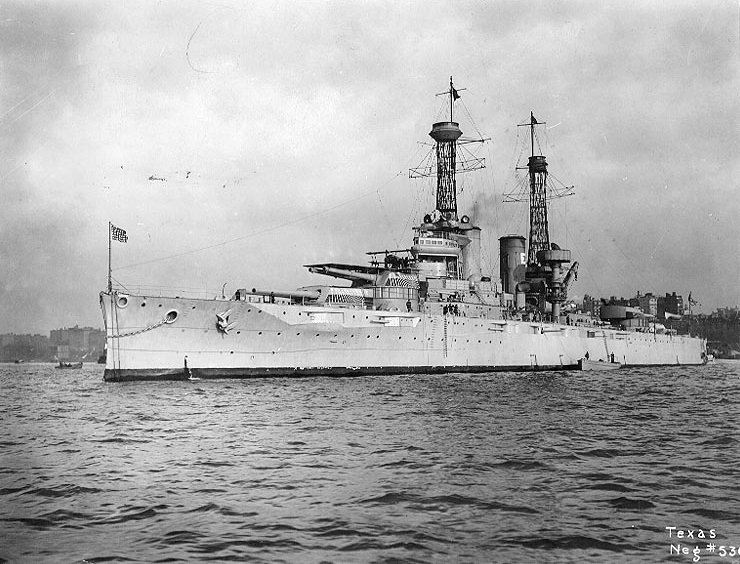
«Техас» у гавані Нью-Йорка. 1919

## Історія служби

### Перші роки служби
24 березня 1914 року «Техас» вирушив з Норфолкської військово-морської верфі у свій перший похід і взяв курс на Нью-Йорк. Перебував три тижні на верфі ВМС Нью-Йорка, встановлюючи протипожежне обладнання.
Під час свого перебування в Нью-Йорку президент Вудро Вільсон наказав відправити кілька кораблів Атлантичного флоту в мексиканські води у відповідь на загострення обстановки, що виникла, коли частина мексиканських федеральних військ затримала екіпаж американського канонерського човна в Тампіко. Проблема була швидко вирішена на місцевому рівні, але контрадмірал Генрі Т. Мейо домагався подальшого вирішення. 20 квітня Президент Вілсон виніс це питання на розгляд американського Конгресу і надіслав наказ контрадміралу Френку Фрайдейу Флетчеру, який командував військово-морськими силами біля мексиканського узбережжя, висадити війська у Веракрусі та захопити тамтешню митницю в помсту за що зараз відоме як інцидент в Тампіко. Ця акція була проведена 21–22 квітня.
13 травня за наказом «Техас» вийшов у море і попрямував безпосередньо до зони оперативного чергування, не завершивши повноцінні випробування та тестування корабля. Після п'ятиденної зупинки на Гемптон-Роудс з 14 по 19 травня він приєднався до сил контрадмірала Флетчера біля Веракруса 26 травня. Лінкор перебував у мексиканських водах трохи більше двох місяців, підтримуючи американські сили, що діяли на берегу. 8 серпня він вийшов з Веракруса і взяв курс на затоку Ніпе, на Кубі, а звідти повернувся до Нью-Йорка.
До 6 вересня лінкор залишався там, після чого вийшов у море, і діяв у складі Атлантичного флоту. У жовтні він повернувся до мексиканського узбережжя.
«Техас» відплив у Тампіко 14 листопада, а потім у Веракрус, де залишався протягом місяця. 20 грудня корабель покинув Мексику і відбув до Нью-Йорка, де 16 лютого 1915 року стояв на ремонті. 25 травня «Техас» разом із лінкорами «Південна Кароліна», «Луїзіана» та «Мічиган» врятував 230 пасажирів з пошкодженого пасажирського судна Holland America Line Ryndam, яке було протаранене фруктовим пароплавом «Joseph J. Cuneo» під прапором Норвегії.

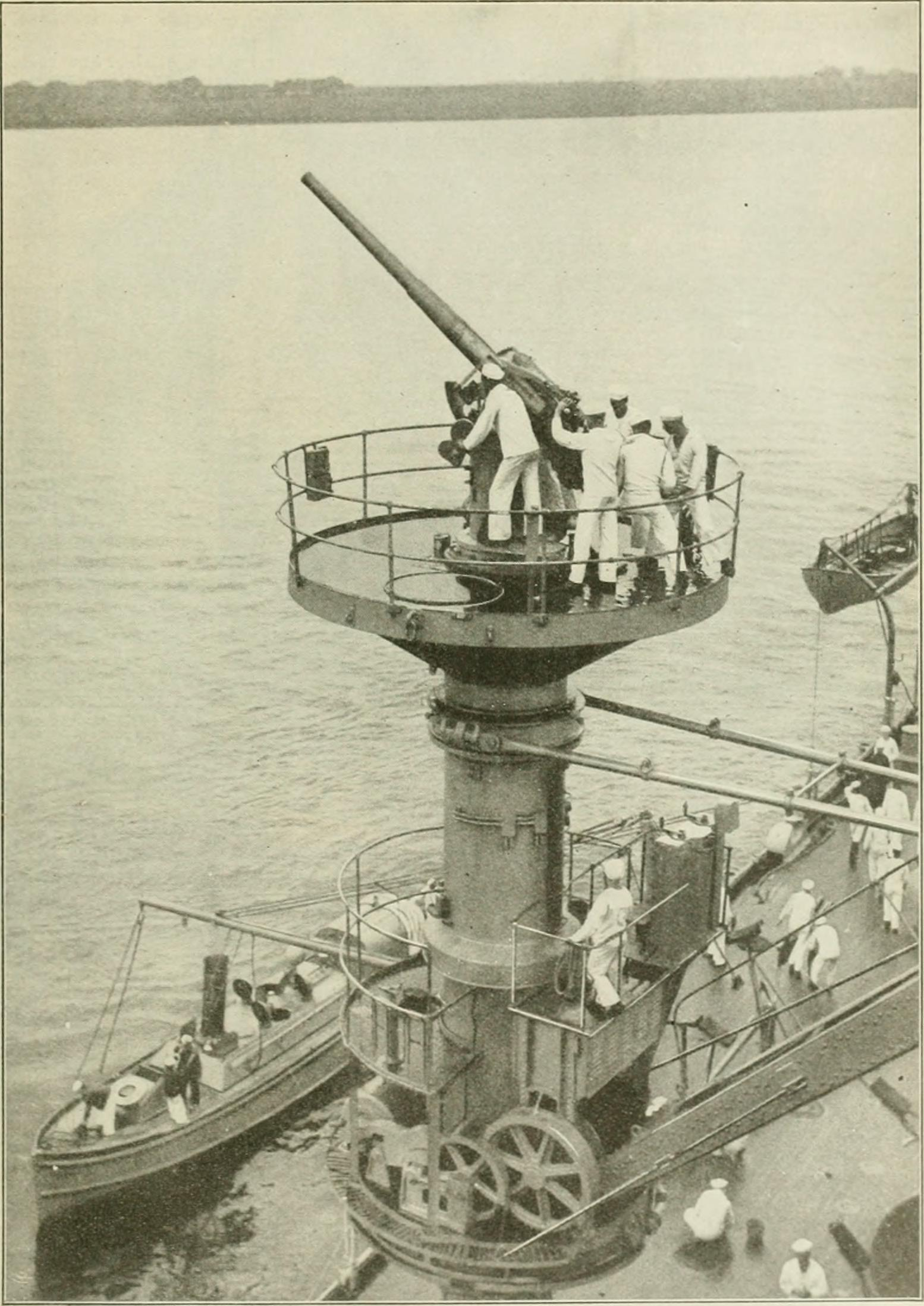
Зенітна гармата 3"/50 на платформі човнового крана на борту «Техасу», встановлена в 1916 році і вважається першою установкою зенітної гармати на лінкор. 1919

У 1916 році «Техас» став першим американським лінкором, на якому встановили зенітні гармати з додаванням двох 3-дюймових (76-мм) універсальних гармат 3"/50 на платформах на човнових кранах, і першим американським кораблем, на якому керівництво стрільбою здійснювалося за допомогою директорів і далекомірів, аналогових попередників сучасних комп'ютерів.

### Перша світова війна
Після модернізації та повернення до активної служби у флоті «Техас» відновив чергування, діючи вздовж узбережжя Нової Англії та біля мисів Вірджинії, періодично залучаючись до зимових навчань флоту у Вест-Індії. У квітні 1917 року США вступили в Першу світову війну. На момент оголошення війни 6 квітня «Техас» стояв на якорі в гирлі річки Йорк разом з іншими лінкорами Атлантичного флоту. До середини серпня він залишався поблизу Вірджинія-Кейпс—Гемптон-Роудс, проводячи навчання та тренуючи екіпажі збройної охорони ВМС для служби на борту торговельних суден, що курсували Атлантикою.
30 січня 1918 року лінкор вийшов з бухти Нью-Йорка і попрямував до Скапа-Флоу на Оркнейських островах біля узбережжя Шотландії, куди прибув 11 лютого, де увійшов до 9-ї дивізії лінійних кораблів, на той час відомої як 6-та бойова ескадра Великого флоту Британії.
Служба «Техасу» у Великому флоті повністю складалася з місій ескорту конвоїв та випадкових вилазок для підсилення британської ескадри, що чергувала в блокаді в Північному морі, коли німецькі флотські угруповання проявляли активність. Основні сили зведеного флоту чергували між базами у Скапа-Флоу та у Ферт-оф-Форт у Шотландії. «Техас» періодично виходив на патрулювання. 24 квітня американський лінкор вийшов у море, щоб підтримати 2-гу бойову ескадру після того, як німецький Флот відкритого моря вирушив із Ядебузена до узбережжя Норвегії, щоб загрожувати конвою союзників.
До закінчення Першої світової війни «Техас» та інші лінкори американської 9-ї дивізії продовжували діяти з Великим флотом як 6-та бойова ескадра. Такий стан справ тривав доти, доки 11 листопада 1918 року не було припинено військові дії за умовами перемир'я. 21 листопада о 03:35 лінкор вийшов у море, щоб супроводжувати Великий флот для зустрічі німецького кайзерівського флоту, який капітулював. Обидва флоти зустрілися приблизно за 40 морських миль (74 км) на схід від острова Мей і рушили до Ферт-оф-Форт. Після цього американський контингент перемістився до гавані Портленда і прибув туди 4 грудня.

### Інтербелум
12 грудня 1918 року «Техас» вийшов у море з кораблями 6-ї та 9-ї дивізій лінкорів для зустрічі президента Вудро Вільсона, який на борту пасажирського лайнера «Джордж Вашингтон» прямував до Паризької мирної конференції. Зустріч відбулася близько 07:30 наступного ранку, кораблі забезпечували супровід президента до Бреста, куди кораблі прибули о 12:30 того дня. У другій половині дня 14 грудня «Техас» та інші американські лінкори вийшли з Бреста, щоб повернутися до США.
На початку 1919 року після капітального ремонту «Техас» відновив службу в Атлантичному флоті. 10 березня він став першим американським лінкором, з борту якого запустили літак Sopwith Camel. У травні 1919 року «Техас» забезпечував навігаційну підтримку успішної спроби летючого човна NC-4 ВМС США здійснити перший успішний в історії авіації трансатлантичний переліт літака через Атлантику. 26 липня 1919 «Техас» увійшов у Тихий океан у складі новоствореного Тихоокеанського флоту, і наступні п'ять з половиною років він провів у складі Тихоокеанського флоту.
16 січня 1924 року «Техас» покинув Тихий океан і повернувся на східне узбережжя для капітального ремонту та участі в навчальному поході до європейських вод разом із мічманами військово-морської академії.
Після завершення капітального ремонту у 1925—1926 роках «Техас» був визначений флагманом флоту США і відновив службу вздовж східного узбережжя. Лінкор виконував ці завдання до кінця 1927 року, коли з кінця вересня до початку грудня здійснив короткий тур на Тихий океан. У січні 1928 року президент Калвін Кулідж вирушив на борту корабля з офіційним візитом до Гавани, на Панамериканську конференцію, а потім корабель продовжив шлях через Панамський канал і західне узбережжя для маневрів з флотом біля Гаваїв.
На початку 1929 року лінкор повернувся до Нью-Йорка для щорічного капітального ремонту і завершив його до березня. В червні «Техас» повернувся в Атлантику, де відновила звичайне чергування в розвідувальному флоті. У січні 1931 року він вийшов з Нью-Йорку як флагман флоту і попрямував через Панамський канал до Сан-Дієго, а потім до Лос-Анджелеса (порт Сан-Педро), який став його портом приписки на наступний шість років і три місяці. Протягом цього тихоокеанського періоду він спочатку був флагманом всього флоту, а пізніше флагманом 1-ї дивізії лінкорів.
Наприкінці 1938 року військовий корабель став флагманом нещодавно створеної Атлантичної ескадри, що розгорталася навколо 5-ї дивізії лінкорів. У грудні 1938 року «Техас» отримав для випробувань перший корабельний радар, розроблений і виготовлений комерційною компанією RCA для ВМС США, 385 МГц CXZ. У 1941 році «Техас» став одним із чотирнадцяти кораблів, які першими отримали радар RCA CXAM-1.

### Друга світова війна
Невдовзі після того, як у вересні 1939 року в Європі почалася війна, «Техас» включили до складу Нейтрального патруля — американської спроби не допустити війни у Західну півкулю. Пізніше, коли США перейшли до більш активної підтримки союзників, військовий корабель почав конвоювати судна, що перевозили матеріальні засоби за ленд-лізом до Великої Британії. У лютому 1941 року на борту «Техасу» була активована 1-ша дивізія морської піхоти США. 1 лютого адмірал Ернест Дж. Кінг підняв на борту «Техасу» свій прапор як Головнокомандувач знов сформованого Атлантичного флоту. Того ж року під час патрулювання в Атлантиці «Техас» безуспішно переслідував німецький підводний човен U-203.
7 грудня 1941 року, в день атаки на Перл-Гарбор, лінкор знаходився в Каско-Бей, у штаті Мен, де екіпаж, після трьох місяців вахтового чергування на військово-морській станції Арджентія на Ньюфаундленді, відпочивав і розслаблявся. Після 10 днів у затоці Каско корабель повернувся до Арджентії і залишався там до кінця січня 1942 року, після чого вирушив на ескортування конвою до Англії. Протягом наступних шести місяців «Техас» супроводжував конвої на різних маршрутах. Одного разу він супроводжував морських піхотинців, що прямували на Гуадалканал, аж до Панами; на іншому військовий корабель прикривав перевезення військовослужбовців до Фрітауна на західному узбережжі Африки.

#### Операція «Смолоскип»
23 жовтня 1942 року «Техас» вийшов на свою першу велику бойову операцію, діючи у складі Північної ударнгої підгрупи Оперативної групи 34.8 (TG 34.8), що здійснювала операцію «Смолоскип» — вторгнення в Північну Африку. Ціллю, поставленою перед цією групою, був Порт-Льотей у Французькому Марокко. Рано вранці 8 листопада військові кораблі союзників прибули до зони плацдармів поблизу села Мехедія і почали підготовку до вторгнення. «Техас» забезпечував першу передачу «Голосу свободи» генерал-лейтенанта Дуайта Д. Ейзенхауера, в якому він просив французів не чинити опір висадці союзників у Північній Африці. Коли війська висадилися на берег, «Техас» не почав діяти негайно, щоб підтримати їх. На той момент війни доктрина амфібійного вторгнення на ворожій берег перебувала ще в стадії зародку. Багато армійських офіцерів не визнавали важливості бомбардувань узбережжя до початку вторгнення. Натомість армія наполягла на спробі здійснити висадку зненацька. Але французи, що обороняли цей район не склали зброю у рано вдень «Техас» вступив у бій, коли армійські командири запросили його вогневої підтримки по складу боєприпасів французької армії Віші поблизу Порт-Ліоті. Загалом за час операції лінкори використав лише 273 14-дюймових снаряди і здійснив шість пострілів 5-дюймовими гарматами. 16 листопада «Техас» повернувся з Північної Африки до східного узбережжя США у складі оперативної групи разом із «Саванною», «Сангамоном», «Кеннебеком», сімома есмінцями та чотирма транспортними суднами.
Протягом 1943 року «Техас» продовжував звичну роль щодо супроводження північноатлантичних конвоїв між Америкою та Європою. Він здійснив численні походи до таких місць, як Касабланка та Гібралтар, а також часто відвідував порти на Британських островах. Ці завдання тривали до 22 квітня 1944 року, коли після завершення однієї з таких місій в Європі лінкор залишився в гирлі річки Клайд у Шотландії та почав тренування для вторгнення в Нормандію.

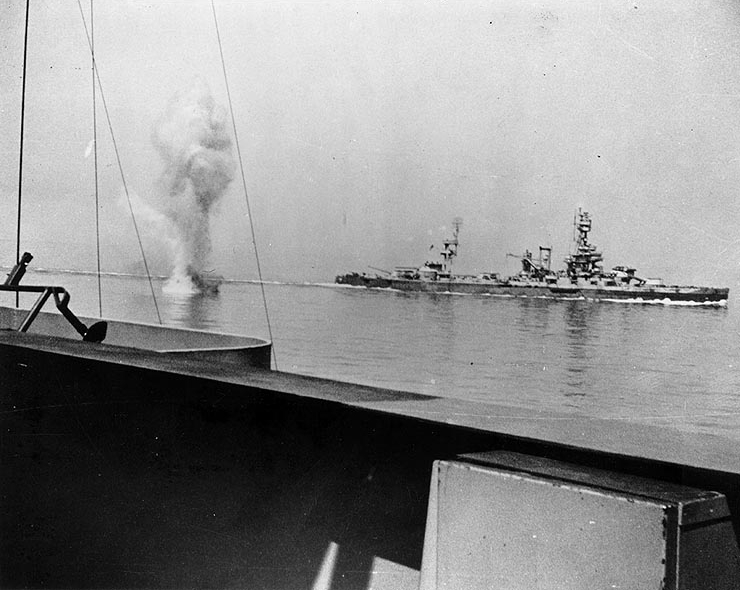
Важка берегова артилерія німців веде вогонь по лінкорах «Техас» та «Арканзас» у ході артилерійського обстрілу Шербура. Фото з борту «Арканзасу». 25 червня 1944

Артилерійська підтримка кораблями союзників висадки морського десанту на узбережжя Нормандії. Позиція лінкора «Техас» в ході висадки десанту навпроти плацдарму «Омаха». Операція «Нептун». 6 червня 1944

#### Операція «Оверлорд»
Протягом наступних дванадцяти днів «Техас» проводив багато вправ зі стрільби разом з британськими лінійними кораблями «Раміліз» та «Родні». 29 квітня «Техас», «Невада» та «Арканзас» перемістилися в Белфаст-Лох. Там проводилися останні приготування, включно з демонтажем катапульти літака та корабельних літаків спостереження OS2U Kingfisher. Завершальні навчання були проведені на півдні в Дандрам-Бей і Белфаст-Лох. 19 травня під час останніх приготувань генерал Ейзенхауер піднявся на борт, щоб поговорити з екіпажем лінкора. 31 травня переміщення корабля було заблоковано, а екіпаж був проінформований про плани про майбутнє вторгнення. «Техас» був призначений флагманом сил артилерійської підтримки у складі Західної оперативної групи, що забезпечували висадку морського десанту на плацдарм «Омаха». Визначеним сектором вогню лінкора на плацдармі була західна половина, де він вогнем прикривав підрозділи 29-ої піхотної дивізії, а також 2-й і 5-й батальйони американських рейнджерів, що атакували німецькі позиції на Пуент-дю-Ок.
Сили артилерійської підтримки плацдарму «Омаха» складалися з двох секцій: «Техас» і британський легкий крейсер «Глазго» відповідали за західну частину з «Арканзасом», тоді як французькі легкі крейсери «Жорж Лейг» і «Монткальм» відповідали за східну частину зони вторгнення. Також до «Омахи» були приписані американські есмінці «Френкфорд», «Маккук», «Кармік», «Дойл», «Еммонс», «Болдвін», «Гардінг», «Саттерлі», «Томпсон» і британські ескортні міноносці типу «Хант» «Танатсайд», «Талібонт» і «Мелбрейк».
О 02:09 3 червня «Техас» і решта Західної оперативної групи відпливли з Белфаст-Лоху до Нормандії. У полі зору на паралельному курсі була група британських кораблів, включаючи лінкори «Воспайт» і «Раміліз». Флот вторгнення попрямував на південь у напрямку Нормандії та пройшов через німецьке мінне поле, через яке тральщики розчистили канали.

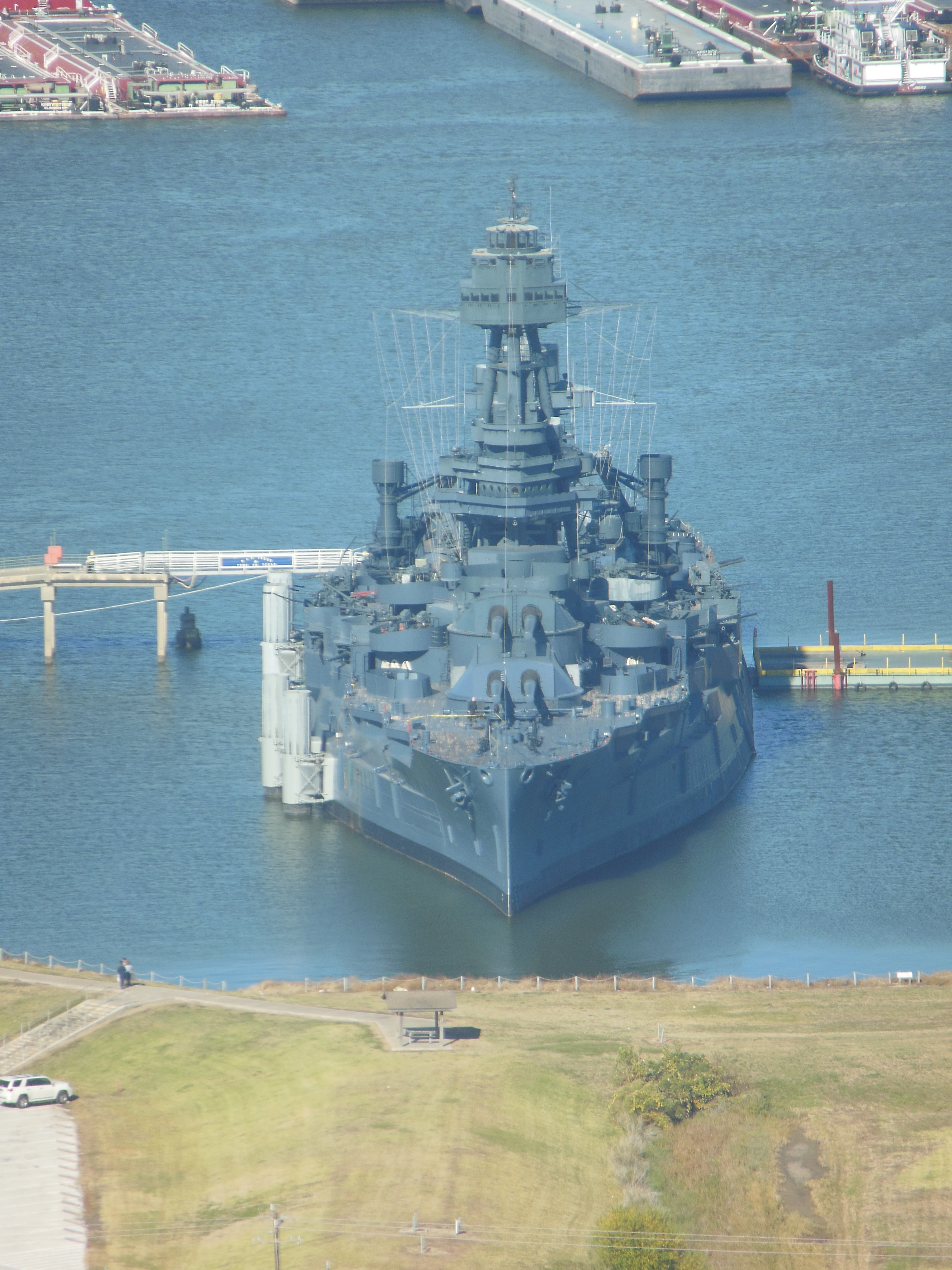
Вид на «Техас» на вічній стоянці. 2014

#### День Д
О 03:00 6 червня 1944 року «Техас» і британський крейсер «Глазго» у складі зведеної американсько-британської флотилії з 702 бойових кораблів і суден десанту, включаючи сім лінійних кораблів і п'ять важких крейсерів, вийшли на рубіж вогневої підтримки «Омаха Вестерн» і о 04:41 прибули на свою першу вогневу позицію в 12 000 ярдах (11 000 м) від берега поблизу Пуент-дю-Ок. О 05:50 почалася вогнева підготовка висадки морського десанту. Коли «Техас» припинив вогонь по Пуенту о 06:24, за 34 хвилини стрільби він випустив 255 14-дюймових снарядів — середня швидкість стрільби становила 7,5 снарядів на хвилину, що було найдовшим тривалим періодом стрільби для «Техасу» під час Другої світової війни. О 06:26 Техас переніс вогонь гармат головного калібру на західний край плацдарму «Омаха», поблизу міста В'єрвіль. Тим часом його допоміжна артилерія почала працювати по іншій цілі на західному кінці пляжу «Омаха», ущелині з опорними пунктами для захисту під'їзних шляхів. Пізніше лінкор перемістив свій вогонь гармат великого калібру вглиб країни, щоб перешкодити підходу підкріплень противника та знищити батареї та інші опорні пункти далі вглибині оборони вермахту.
До полудня вторгнення американських військ на плацдармі «Омаха» опинилося під загрозою зриву через сильніший, ніж очікувалося, опір німецьких військ і нездатність союзників висадити на берег необхідні бронетанкові та артилерійські підрозділи. Намагаючись допомогти піхоті, яка билася в найсуворіших умовах за опанування визначеної ділянки, деякі з есмінців, які надавали вогневу підтримку, максимально близько підійшли до берегової лінії, майже посадивши свої бойові кораблі на морське дно, щоб впритул вести вогонь по німецьких оборонних позиціях. «Техас» також наблизився до узбережжя; о 12:23 він підійшов на відстань 2700 від урізу води, стріляючи з головних гармат, щоб зачистити західний прохід з пляжу D-1, перед В'єрвілем. Серед іншого артилерія лінкора обстрілювала снайперів і кулеметні гнізда, приховані в дефіле неподалік від зони висадки десанту. Після завершення цієї місії лінкор атакував ворожу зенітну батарею, розташовану на захід від В'єрвіля.
7 червня лінкор отримав повідомлення про те, що батальйон рейнджерів у Пуент-дю-Ок все ще ізольований від решти сил вторгнення, зазнає серйозних втрат і на межі закінчення боєзапасів. Командир «Техасу» терміново забезпечив два LCVP провізією та боєприпасами для рейнджерів. Після повернення LCVP привезли тридцять п'ять поранених бійців на Техас для надання ним медичної допомоги, один з яких помер на операційному столі. Разом із рейнджерами на корабель були доставлені загиблий охоронець берегової охорони та 27 полонених (двадцять німців, четверо італійців і три французи). Пізніше того ж дня головні батареї обрушили снаряди на утримувані ворогом міста Форміньї і Трев'єр, щоб розбити район зосередження німецьких військ. Вранці 8 червня корабельні гармати обстріляли Ізіньї, потім берегову батарею і, нарешті, ще раз Трев'єр.
Після завершення виконання завдання лінкор повернився в Плімут, щоб переозброїтися, і 11 червня повернувся до французького узбережжя. Відтоді й до 15 червня «Техас» підтримував просування американської армії вглиб країни. До 15 червня війська просунулися до межі максимальної дальності стрільби корабля. Останнім вогневим завданням було ведення вогню по ворожих позиціях настільки далеко в глибині країни, що для цього протиторпедний блістер правого борту був заповнений водою, щоб забезпечити крен у 2 °, що дало 356-мм гарматам достатній кут висоти для ведення вогню на граничну відстань. 18 червня «Техас» повернувся до Англії.

##### Бомбардування Шербура
Вранці 25 червня «Техас» разом із «Арканзасом», «Невадою», чотирма крейсерами та одинадцятьма есмінцями наблизився до життєво важливого французького порту Шербур. Корабельна група мала завдання придушити спротив німецьких артилерійських засобів та завдати максимального ураження ворожим позиціям по периметру міста, у той час як VII корпус армії США атакував місто з тилу. На шляху до Шербура план бомбардування було змінено, і оперативній групі 129.2 (TG 129.2) було наказано переміститися на 9,7 км на схід від Шербура та обстріляти берегову батарею «Гамбург», озброєну чотирма 240-мм гарматами. О 12:08 «Арканзас» першим відкрив вогонь по німецьких позиціях, тоді як німецькі артилеристи чекали, поки «Арканзас» і «Техас» наблизяться на відстань, щоб відкрити вогонь. О 12:33 Техас був уражений трьома німецькими снарядами; через п'ять хвилин «Техас» відкрив вогонь у відповідь залпами із двох гармат. Лінкор продовжував стрільбу, незважаючи на гейзери снарядів, що розривалися навколо нього, і труднощі з виявлення цілей через дим. О 13:16 німецький 240-мм снаряд влучив у корабель — унаслідок вибуху палубу рубки підняло вгору приблизно на 1,2 м, зруйнувало внутрішню частину командирської рубки та поранило семеро осіб. Одинадцять людей дістали поранень, від яких один матрос помер. Командир «Техасу», капітан Бейкер, залишився неушкодженим і швидко звільнив міст. Сам військовий корабель продовжував вести вогонь незважаючи на пошкодження та втрати, відзначився прямим попаданням, яке пробило одну з сильно укріплених гарматних точок і знищило гармату всередині о 13:35.
Артилерійська дуель продовжувалася протягом трьох годин: німці 65 разів влучили або майже влучили в «Техас», але він продовжував свою місію, випустивши 206 чотирнадцятидюймових снарядів по батареї «Гамбург», доки о 15:01 не отримав наказ відійти.

##### Операція «Драгун»
Після ремонту «Техаса» в Плімуті від пошкоджень, заподіяних у Шербурі, він почав підготовку до вторгнення на південь Франції. 16 липня корабель вийшов з Белфаст-Лох та попрямував до Середземного моря. Після зупинок у Гібралтарі та Орані, 27 липня лінкор прибув до Таранто. 11 серпня «Техас» зустрівся з трьома французькими есмінцями біля Бізерти і взяв курс на Французьку Рив'єру. Вночі 14 серпня лінкор прибув на позицію поблизу Сен-Тропе, і рано вранці наступного дня до нього приєдналися лінкор «Невада» і крейсер «Філадельфія». О 06:51 15 серпня він почав обстріл визначеної цілі, батареї з п'яти 150-мм гармат.
Очікуваного сильного опору з боку вермахту так і не було, тому союзний десант швидко просувався вглиб країни. Оскільки вогонь з гармат «Техасу» більше не був потрібний, рано вранці 17 серпня він покинув південне узбережжя Франції й після зупинки в Палермо, вийшов із Середземного моря та попрямував до Нью-Йорка, куди прибув 14 вересня 1944 року.

#### Війна на Тихому океані
По поверненню «Техас» пройшов 36-денний ремонт на верфі Нью-Йорку, під час якого були замінені стволи корабельної артилерії головного калібру. У листопаді лінкор вийшов через Панамський канал до Тихого океану. Різдво екіпаж провів у Перл-Гарборі, а потім близько місяця брав участь у маневрах сил флоту на Гавайських островах, після чого вирушив на атол Уліті. 10 лютого 1945 року він продовжив курс на Іводзіму, куди прибув за три дні до початку висадки морського десанту. З початком операції він три доби вів артилерійський вогонь по позиціях японської оборони на острові, готуючи плацдарм до висадки трьох дивізій Корпусу морської піхоти. Після того, як 19 лютого морські піхотинці висадилися на ділянку вторгнення, «Техас» забезпечував їм вогневу підтримку. «Вогонь за викликом» у відповідь на запити підрозділів морської піхоти тривав до 21 лютого.
Хоча бої за острів Іводзіма точилися до 16 березня, «Техас» покинув острови Кадзан 7 березня і повернувся на атол Уліті, щоб підготуватися до вторгнення на Окінаву (операція «Айсберг»). 21 березня лінкор разом з оперативною корабельною групою 54 вирушив з Уліті та 26 березня прибув до островів Рюкю. Того ж дня «Техас» розпочав вогневу підтримку висадки військ на Окінаву. Протягом наступних шести днів артилерія корабля здійснила численні залпи зі своїх головних гармат по цілях, щоб підготувати шлях кільком дивізіям армії та морської піхоти для висадки десанту 1 квітня.
Кожного вечора «Техас» відходив зі своїх вогневих позицій поблизу Окінави, але наступного ранку повертався, щоб відновити свої обстріли. Ворог на березі, який готувався до стратегії глибокої оборони, як на Іводзімі, не відповідав. Відсіч давали лише японські авіаційні підрозділи, оскільки для переслідування артилерійської корабельної групи було направлено кілька підрозділів камікадзе. «Техас» не постраждав під час цих атак. 1 квітня, після шести днів артилерійської та повітряної підготовки, сухопутний компонент десанту висадився на берег, і протягом майже двох місяців «Техас» залишався у навколишніх водах Окінави, надаючи вогневу підтримку військам і відбиваючи ворожі повітряні напади. За час цих боїв екіпаж збив одного камікадзе самостійно та допоміг у знищенні трьох атак смертників на інші кораблі. 14 травня лінкор вирушив з Окінави на Філіппіни.
17 травня «Техас» прибув до Лейте на Філіппінах і залишався там до капітуляції Японії 15 серпня. Наприкінці серпня корабель повернувся до Окінави і залишався біля островів Рюкю до 23 вересня. Звідси він узяв курс до США, маючи війська на борту, що прямували додому, у рамках операції «Чарівний килим». 15 жовтня лінкор доставив своїх пасажирів у Сан-Педро. У листопаді та грудні він здійснив ще два походи між Каліфорнією та Оаху, доставляючи американські війська додому. 21 січня 1946 року «Техас» вийшов із Сан-Педро і попрямував через Панамський канал до Норфолка, куди прибув 13 лютого, і незабаром почав підготовку до виведенню до резерву. 18 червня в Балтиморі, штат Меріленд, його офіційно вивели зі складу дієвих сил флоту та перевели до резерву.

### Корабель-музей
17 квітня 1947 року законодавча влада штату Техас заснувала Техаську комісію для опіки над кораблем. 17 березня 1948 року «Техас» розпочав свою подорож до свого останнього місця кріплення біля Х'юстонського корабельного каналу біля монумента Сан-Хасінто. 21 квітня лінкор передали штату Техас, щоб служити постійним пам'ятником. «Техас» став першим постійним меморіальним музеєм лінкора в США.
«Техас» був першим і найстарішим із восьми американських лінкорів, які стали постійними плавучими музеями; інші лінкори — це «Массачусетс», «Алабама», «Північна Кароліна», «Нью-Джерсі», «Міссурі», «Вісконсін» і «Айова». «Техас» також є одним із найстаріших збережених сучасних військово-морських кораблів, якому 12 березня 2014 року виповнилося 100 років.
У 1995 році законодавчий орган Техасу призначив лінкор «Техас» офіційним «державним судном Техасу».